# Río Peza
El río Peza (del ruso: река Пеза) es un largo río del norte de la Rusia europea, un afluente por la margen la derecha del río Mezen, que desagua en el mar Blanco.  Discurre por el óblast de Arcángel, en el distrito de Mezensky (y su cuenca drena áreas del distrito de Leshukonsky, en el Distrito autónomo de Nenetsia, y del distrito de Ust-Tsilemsky, en la República de Komi). Tiene una longitud nominal de 363 km, pero con una de sus fuentes, el Rochuga, alcanza los 515 km; drena una cuenca hidrográfica de 15 100 km².
El valle del Peza está escasamente poblado e incluye una gran cantidad de lagos, siendo los mayores Varsh (428 km²), Pocha y Vyzhletskoye. Los asentamientos mayores sons los pueblos de Safonovo, Moseyevo y Bychye, que enlaza con una carretera con Dorogorskoye, y más allá, con Mezén, Leshukonskoye y Arcángel. En Moseyevo y Safonovo, el único medio de transporte son las conexiones aéreas.
En su boca, en Ust-Peza, fue descubierta una especie tipo del género macroleter Macroleter poezicus, un reptil  extinto del Pérmico Medio de la familia Nycteroleteridae de la subclase Anapsida.

## Geografía
El río Peza se forma por la confluencia de los ríos Rochuga (Рочуга, de una longitud de 152 km y una pequeña cuenca de 1440 km²) y Bludnaya (Блудная, de 150 km y una cuenca de 1390 km²), que nacen en la cordillera de Timán, en el este del distrito de Mezensky. Fluye en dirección general este a oeste en el extremo norte de la Rusia europea. Vierte sus aguas en la orilla derecha del curso inferior del Mezen en la localidad de Dorogorskoye (que está unos cuarenta kilómetros al sur de Mezen),  casi opuesta a la desembocadura del Kimzha, un afluente izquierdo del Mezen. La principal localidad en el río es Bychie. El río se hiela entre noviembre y abril. Fuera de este periodo, casi todo el curso es navegable, más de 300 km, desde la desembocadura hasta el pueblo de Safonovo; sin embargo, no hay navegación de pasajeros..
Sus principales afluentes son:
- el río Niafta o Nyafta (Няфта), por la izquierda, de una longitud de 138 km y una pequeña cuenca de 1440 km²;
- el río Zema o Tsema (Цема), por la izquierda, de una longitud de 40 km y una pequeña cuenca de 2300 km²;
- el río Varchushka (Варчушка), por la derecha, de 110 km de longitud y una cuenca de 869 km²;
- el río Bludnaja (Бледная), por la izquierda, de una longitud de 150 km y una pequeña cuenca de 1390 km²;

## Hidrometría
El caudal del Peza ha sido observado en un periodo de 60 años, entre 1933 y 1993), en Igumnovo, localidad situada cerca de la ciudad de Bichye, una treintena de kilómetros a por encima de su confluencia con el Mezen.
El Peza es un río caudaloso. El caudal medio anual del río en Igumnovo es de 122 m³/s para una superficie tenida en cuenta de 12.000 km², que corresponde a más o menos el 80% de su cuenca, que tiene 15.100 km². La lámina de agua vertida en su cuenca es de 322 mm anuales.
El Peza presenta fluctuaciones estacionales de caudal elevadas. Las crecidas de desarrollan en primavera de finales de abril a junio (con un máximo en mayo) y resultan de la fusión de la nieve. A partir del mes de junio, el caudal disminuye rápidamente a las aguas bajas de verano (mínimo en agosto). Hay un segundo periodo de crecidas en otoño, menos importante que el primero, que tiene su máximo en octubre bajo el efecto de las precipitaciones propias de la estación. El invierno ruso y sus heladas hacen que el estiaje sea en invierno, de enero a marzo.
El caudal mensual observado en marzo (mínimo de estiaje) es de 20,3 m³/s, siendo menos del 4% del máximo, que se registra en junio que cuenta 542 m³/s, lo que subraya la amplitud de las variaciones estacionales. En el periodo de observación de 60 años el caudal mensual mínimo ha sido de 10,4 m³/s (marzo de 1947), mientras que el más elevado fue 1060 m³/s (mayo de 1944).
| Caudal medio mensual del Peza en la estación hidrológica de Igumnovo (Datos calculados en 60 años, en m³/s) |
| |